# Сошенко Тимофій Трохимович
Тимофій Трохимович Сошенко (нар. 1906) — український футбольний арбітр.
З 10 грудня 1938 року — суддя всесоюзної категорії. 1939 року розпочав арбітраж поєдинків чемпіонату СРСР. 28 липня дебютував як головний арбітр. У тому матчі ленінградський «Сталінець» програв московському «Металургу».
Протягом чотирьох сезонів провів як головний рефері 29 ігор. Був боковим суддею у п'яти матчах чімпіонатів 1953 і 1954 років.